# 아키야마 고지
아키야마 고지(일본어: 秋山 幸二, 1962년 4월 6일 ~ )는 일본의 전 프로 야구 선수이자 야구 지도자, 야구 해설가·평론가이다.
2009년부터 2014년까지 퍼시픽 리그 후쿠오카 소프트뱅크 호크스의 감독을 맡았다.

## 인물

### 프로 입단 전
초등학교 3학년 때 어머니의 권유로 현지에 설립된 지 얼마 안된 소년 야구팀에 입단하여 활약, 중학교 시절에는 3루수와 중견수로 뛰었다. 구마모토 현립 야쓰시로 고등학교에 진학 후 야구부에 입단하면서 감독으로부터 “너는 키가 크기 때문에 투수가 적절할 것 같다”라는 말 한마디에 투수로 전환되었다.
3학년 때인 1980년 춘계 규슈 대회에서 준우승을 이끌었고 하계 고시엔(제62회 전국 고등학교 야구 선수권 대회) 구마모토현 예선에서는 결승전 상대이자 오쓰 가즈히로, 이토 쓰토무가 소속된 구마모토 공업고등학교한테 4대 6으로 패했지만 무명이었던 고등학교를 이끈 대형 우완 투수로서 프로 야구 스카우트 사이에서는 평판이 좋았다. 대부분의 구단이 투수로서의 영입을 목표로 했지만 세이부 라이온스와 요미우리 자이언츠는 아키야마의 타격 능력에 주목했다. 당초에는 각 구단에서의 드래프트 지명을 거절하고 스카우트를 받은 규슈 산업대학의 진학을 결정하고 있었지만 아키야마 자신도 투수보다 야수로 선호했던 적도 있어 결국 세이부 라이온스에 드래프트 번외로 입단했다. 추정 연봉은 240만 엔과 당시 드래프트 번외로 입단한 고졸 선수 중에서는 평균적이었지만 계약금은 5,000만 엔으로 당시 드래프트 1순위로 지명된 선수의 계약금을 뛰어넘는 파격적인 계약이었다. 고교 시절부터 신체 능력은 뛰어났다.

### 세이부 라이온스 시절
세이부에 입단할 당시 등번호는 71번으로 배정을 받았고 동시에 3루수로 전향했다. 1년째는 소화 시합에서 처음으로 1군에 되었고 프로 2년차인 이듬해 1982년에는 등번호가 24번으로 변경되어 그 해 1군 출전은 없었지만 2군에서 19개의 홈런을 기록하여 홈런왕 타이틀을 석권했고 다음 해 휴스턴 애스트로스 산하 팀으로 미국 유학을 떠나 타율 0.253 7홈런 43타점을 기록했으며 이에 휴스턴 구단이 세이부에 아키야마 트레이드를 타진하기도 했다.
1984년에는 춘계 스프링 캠프로부터 1군에 들어가면서 7번·3루수로 개막전 선발로 출전하는 등 4월 14일에 프로 데뷔 후 첫 홈런을 기록했는데 시즌 도중 부상당한 적도 있어 54경기에만 출전했다. 이듬해 1985년에는 주로 6번·3루수로서 활약해 오 사다하루와 대등한 사상 최연소(23세) 홈런 기록인 40개를 기록해 그 해 타격 3관왕을 차지한 오치아이 히로미쓰를 누르고 올스타전 팬투표 부문 1위로 선정되었다. 그 후 2002년까지 팬 투표에 의해 계속 선정되었다.
1986년, 감독이 모리 마사아키로 교체되면서 개막전에서는 5번 타자로 활약을 했지만 조지 부코비치의 부진에 의해 4번 타자의 자리를 맡는다. 그 해에도 작년과 마찬가지로 홈런 41개를 기록하는 등 베스트 나인(외야수 부문)에 선정되었다. 다음해 1987년에는 지금까지의 선발로 출전할 때 3루수로서 출전해 이기는 경기에서 대수비로 교체 투입돼 중견수를 지키고 있었지만 배팅에만 집중시킨다고 하는 목적으로 중견수로 전향되었다. 세이부 타자들이 일제히 타격 부진에 시달리고 있는 와중에 아키야마가 팀내에서 유일하게 성적을 유지하고 있었다. 5월 21일에는 일본인 선수로서는 최고 빠른 통산 100호 홈런을 달성하면서 최종적으로 43개의 시즌 홈런을 기록해 3년 연속 40홈런 이상을 기록했다. 작년 시즌 종료 후 오치아이가 주니치 드래건스에 이적한 적도 있어 프로 데뷔 후 처음으로 홈런왕 타이틀을 석권했다. 사상 최초의 ‘40홈런·40도루’로 기대되었지만 38개의 도루를 기록한 것에만 그쳐 달성하지 못했다. 미국 메이저 리그에서는 처음으로 ‘40홈런-40도루’달성은 1988년 호세 칸세코에 의해 달성되었다(158경기에서의 달성 기록은 42홈런과 40도루).
1989년에 본인으로서는 처음으로 3할 대의 타율을 기록하면서 타율 3할 1리, 31홈런, 31도루를 기록해 일본 프로 야구 역대 5번째가 되는 트리플 쓰리를 달성했다.
이듬해 1990년, 51개의 도루를 기록하면서 도루왕 타이틀을 획득했고 그 외에도 시즌 35홈런을 기록해 프로 야구 사상 최초로 ‘30홈런·50도루’를 달성했는데 양대 리그가 출범한 이후 사상 최초의 홈런왕 수상 경험자에 의한 도루왕이 되었다. 그리고 2년 연속 300개의 척살(플라이 아웃)을 달성해 외야수로서의 높은 평가를 받았다. 1991년에는 시즌 3차례의 끝내기 안타를 기록했고 이후 일본 시리즈에서는 4개의 홈런을 때려내 일본 시리즈 MVP로 선정되는 영예를 안았다. 시즌 기간 동안 그의 활약에 대한 높은 평가를 받아 일본 야구계의 최고 상인 쇼리키 마쓰타로상을 수상했고, 추정 연봉은 1억 4,000만엔으로 대폭 상승되는 등 1억엔 플레이어의 동참을 완수했다.
1992년, 작년과 마찬가지로 안정된 성적을 올려 팀도 3년 연속 퍼시픽 리그 우승을 달성했고 일본 시리즈에서는 두 차례의 결승타를 날리는 등 3년 연속 일본 시리즈 우승에 기여한 공로로 우수 선수상을 수상했다. 그러나 이듬해인 1993년에는 30개의 홈런을 기록하는(9년 연속 30홈런 이상은 현재도 퍼시픽 리그 기록) 등의 저조한 성적을 내며 시즌을 마감해 일본 시리즈에서는 통산 6번째로 출전했다. 시즌 종료 후 와타나베 도미오, 우치야마 도모유키와 함께 사사키 마코토, 무라타 가쓰요시, 하시모토 다케히로와의 대형 트레이드로 후쿠오카 다이에 호크스로 이적했다.

### 후쿠오카 다이에 호크스 시절
다이에 이적 1년째인 1994년 9월 17일의 지바 롯데 마린스전부터 10월 7일의 세이부 라이온스전까지 11경기 연속으로 장타를 날리는 대기록을 세워 일본 프로 야구 사상 최장 기록을 경신했다. 1999년부터 다이에 호크스의 초대 주장으로 부임했고 시즌 종반에서는 1번·우익수로 출전하여 문자 그대로 팀을 견인했다. 9월 25일에 리그 우승을 결정짓는 경기에서 선제점이 되는 홈런을 때려내는 등 1989년에 난카이 호크스가 후쿠오카 다이에 호크스로 팀을 변경한 이후 구단으로서는 처음으로 우승을 이끌었다. 이후 주니치 드래건스와의 일본 시리즈에서는 1차전에서 노구치 시게키로부터 선제 홈런, 2차전에서는 가와카미 겐신으로부터 선두 타자 홈런, 3차전에서는 우익 선상에 날아온 공을 다이빙 캐치로 수비 플레이를 하는 등 일본 시리즈 기간 동안 기대 이상의 활약을 보여준 공로로 1991년에 이어 두 번째로 일본 시리즈 MVP에 선정되는 영예를 안았다. 일본 프로 야구 역사상 최고령(지금도 이 기록은 깨지지 않았다)이자 사상 최초로 2개 구단으로서의 일본 시리즈 MVP를 석권했다.
2000년 시즌 개막전에서 홈런을 기록했고 8월 18일의 지바 롯데전에서는 개인 통산 2000안타를 달성했다(역대 28번째, 드래프트 제도 도입 후의 드래프트 번외로 입단한 선수로서는 사상 최초). 6월 1일에 통산 1588개의 삼진을 기록했고 이는 역대 1위(당시)였다(현재는 기요하라 가즈히로가 1위).
이듬해 2002년, 팀은 우승권에 멀어지면서 8월 26일에는 현역 은퇴를 선언해 은퇴 경기는 10월 5일(세이부 돔)과 10월 6일(후쿠오카 돔)에 열리는 등 각각 만원의 관중들이 아키야마의 현역 마지막 모습을 지켜보았다. 세이부 돔에서는 아키야마가 타석에 들어설 때 다이에의 응원석에서 다이에 시절의 응원가가, 세이부의 응원석에서는 세이부 시대의 응원가가 각각 교대로 울려퍼졌다. 그리고 세이부 돔에서의 경기 직후에는 세이부 선수들로부터, 다음날 10월 6일의 후쿠오카 돔에서의 은퇴 경기에서는 다이에의 선수들로부터 각각 작별의 헹가래를 받아 관중들은 이 광경을 지켜보며 눈물을 자아내기도 했다. 그리고 후쿠오카 돔에서 열린 은퇴 경기에는 상대 팀인 지바 롯데의 선수들과 지바 롯데 팬들도 경기 종료 후 경기장에 끝까지 남아 아키야마의 은퇴를 보류해 달라는 청원까지 했고 아키야마가 일본 프로 야구계의 보물인 것을 실감시키는 은퇴 경기가 되었다. 현역 마지막 타석은 우익수 플라이였다.
그의 등번호인 1번은 후쿠오카 다이에 호크스의 영구 결번이 될 예정이었지만 시바하라 히로시가 1번을 희망하면서 아키야마도 이를 승낙했기 때문에 영구 결번은 되지 않았다.

### 그 후
2003년과 2004년은 RKB 마이니치 방송과 TBS TV, TBS 라디오에서의 야구 해설위원, 니시닛폰 스포츠의 야구 평론가로서 활동했고 분카 방송에 게스트 해설자로서 TV에 출연하기도 했다. 2005년에 다이에가 소프트뱅크로 매각되면서 소프트뱅크 호크스의 2군 감독으로 부임, 2007년부터는 1군에서의 야수 종합 코치를 역임했다. 컨디션이 나쁘다는 이유로 올스타전 출전을 사퇴한 오 사다하루를 대신하여 코치로서는 처음으로 올스타전에 출장했다.
2008년 9월 23일, 시즌 종료를 앞둔 시점에 감독직에서 물러나겠다고 표명한 오 사다하루의 후임으로 10월 2일부로 소프트뱅크의 차기 감독으로 발탁되면서 2011년까지 3년 계약을 맺었다. 취임 2년째인 2010년 9월 26일에는 팀을 7년 만에 리그 우승을 이끌었지만 클라이맥스 시리즈 파이널 스테이지에서 지바 롯데에게 패하면서 일본 시리즈 출전에는 실패했다.
이듬해인 2011년 10월 1일에는 2위와의 17.5경기차로 벌려 팀을 2년 연속 리그 우승을 이끌었다. 11월 5일의 클라이맥스 시리즈 파이널 스테이지에서는 사이타마 세이부 라이온스와 상대하면서 내리 3연승을 기록하여 8년만의 14번째(난카이 시대와 포함된)의 일본 시리즈 진출을 결정했다. 일본 시리즈에서는 주니치 드래건스를 누르고 4승 3패의 성적을 기록, 본인으로서는 처음으로 팀의 일본 시리즈 우승을 달성했으며 후쿠오카 소프트뱅크 호크스로서는 최초의 일본 시리즈 우승을 제패했다.

## 기타
현역 시절에는 세이부 라이온스와 후쿠오카 다이에 호크스에서 활약을 했다. 포지션은 3루수였고 그 후에는 외야수였다.
중견수로서 야구계 굴지의 수비 범위와 강한 어깨, 도루 기술, 그리고 장타력을 겸비하는 주력·공격·수비 3박자를 갖춰진 만능 선수였다. 전국적인 지명도와 인기가 있어서 1985년부터 2002년에 현역에서 은퇴할 때까지 18년 동안 올스타전 팬 투표 부문에서 계속 선정되었다. 이 18년 연속 팬 투표 선출에 의한 출전은 역대 최장 기록이다(연속 팬 투표 선정은 왕정치, 노무라 가쓰야와 함께 21년 연속을 기록하고 있었지만 2명 모두 1차례의 올스타전 출전을 포기한 사례가 있다). 그 득표 수는 은퇴한 연도까지 매년 센트럴·퍼시픽 양대 리그 전체 선수들 중에서도 1·2위를 싸우는 수치였다. 양대 리그 출범 이후 홈런왕과 도루왕을 양쪽 모두 타이틀을 석권한 것은 아키야마 고지 뿐이다. 그는 홈런을 치고 홈에 들어올때 덤블링 세레머니로도 유명하며 1991년 한·일 슈퍼게임 때 당시 쌍방울 투수 조규제로부터 홈런을 때린 바가 있으며, 그 대회에서 만났던 내야수 류중일과는 2011년 아시아 시리즈에서 상대 팀 감독으로 맞붙었다.

## 상세 정보

### 출신 학교
- 구마모토 현립 야쓰시로 고등학교

### 선수 경력
- 세이부 라이온스(1981년 ~ 1993년)
- 후쿠오카 다이에 호크스(1994년 ~ 2002년)

### 지도자·기타 경력
- RKB 마이니치 방송·TBS 야구 해설위원, 니시닛폰 스포츠 야구 평론가, 분카 방송 야구 해설위원(2003년 ~ 2004년)
- 후쿠오카 소프트뱅크 호크스 2군 감독(2005년 ~ 2006년)
- 후쿠오카 소프트뱅크 호크스 1군 야수 종합 코치(2007년 ~ 2008년)
- 후쿠오카 소프트뱅크 호크스 감독(2009년 ~ 2014년)

### 수상·타이틀 경력

#### 타이틀
- 홈런왕: 1회(1987년)
- 도루왕: 1회(1990년) ※홈런왕과 도루왕을 동시에 획득한 경험이 있는 선수는 그 외에 가나야마 지로도 있음
- 최다 승리 타점: 2회(1985년, 1987년)

#### 수상
- 베스트 나인: 8회(1986년 ~ 1993년)
- 골든 글러브상: 11회(1987년 ~ 1996년, 1999년) ※후쿠모토 유타카(12회)에 뒤를 이은 역대 2위
- 쇼리키 마쓰타로상: 3회(1991년, 2011년, 2014년) ※선수와 감독 양쪽 모두에서의 수상은 오 사다하루 이후 역대 두 번째
- 일본 시리즈 MVP: 2회(1991년, 1999년) ※2개 구단에서의 시리즈 MVP 수상은 가장 유일
- 일본 시리즈 우수 선수상: 2회(1987년, 1992년)
- 월간 MVP: 3회(1985년 5월, 1990년 9월, 1991년 5월)
- 올스타전 MVP: 1회(1994년 1차전)
- IBM 플레이어오브더이어상: 2회(1991년, 1992년)
- 퍼시픽 리그 우승 감독상: 2회(2010년, 2011년)
- 호치 프로 스포츠 대상: 1회(1991년)

### 주요 기록

#### 첫 기록
- 첫 출장·첫 선발 출장: 1981년 9월 29일, 대 긴테쓰 버펄로스 후기 13차전(닛폰 생명 구장), 7번·3루수로서 선발 출장, 3타수 1안타
- 첫 안타: 상동, 4회초에 다니자키 고지로부터 좌중간 3루타
- 첫 도루: 1984년 4월 2일, 대 난카이 호크스 3차전(세이부 라이온스 구장), 2회말에 2루 안착(투수: 후지타 마나부, 포수: 가가와 노부유키)
- 첫 타점: 1984년 4월 4일, 대 롯데 오리온스 2차전(세이부 라이온스 구장), 2회말에 후카자와 요시오로부터 밀어내기 볼넷
- 첫 홈런: 1984년 4월 14일, 대 한큐 브레이브스 2차전(세이부 라이온스 구장), 2회말에 모리 고지로부터 좌월 솔로 홈런

#### 기록 달성 경력
- 통산 100홈런: 1987년 5월 26일, 대 닛폰햄 파이터스 7차전(세이부 라이온스 구장), 6회말에 사토 세이이치로부터 ※역대 149번째
- 통산 150홈런: 1988년 7월 31일, 대 한큐 브레이브스 19차전(한큐 니시노미야 구장), 9회초에 사토 요시노리로부터 솔로 홈런 ※역대 87번째
- 통산 200홈런: 1990년 4월 19일, 대 롯데 오리온스 1차전(세이부 라이온스 구장), 3회말에 고미야마 사토루로부터 2점 홈런 ※역대 59번째
- 통산 250홈런: 1991년 6월 26일, 대 닛폰햄 파이터스 1차전(세이부 라이온스 구장), 1회말에 사카이 미쓰지로로부터 솔로 홈런 ※역대 31번째
- 통산 1000안타: 1992년 5월 14일, 대 지바 롯데 마린스 8차전(세이부 라이온스 구장), 5회말에 고미야마 사토루로부터 ※역대 165번째
- 통산 1000경기 출장: 1992년 6월 10일, 대 오릭스 블루웨이브 9차전(그린 스타디움 고베), 4번·중견수로서 선발 출장 ※역대 301번째
- 통산 300홈런: 1993년 4월 11일, 대 후쿠오카 다이에 호크스 2차전(세이부 라이온스 구장), 1회말에 와카타베 겐이치로부터 2점 홈런 ※역대 22번째
- 통산 1000삼진: 1993년 8월 24일, 대 오릭스 블루웨이브 16차전(그린 스타디움 고베), 3회초에 호시노 노부유키로부터 ※역대 17번째
- 통산 350홈런: 1994년 10월 1일, 대 닛폰햄 파이터스 27차전(후쿠오카 돔), 8회말에 킵 그로스로부터 결승 2점 홈런 ※역대 16번째
- 통산 1000타점: 1996년 4월 7일, 대 세이부 라이온스 2차전(후쿠오카 돔), 3회말에 니시구치 후미야로부터 적시 2루타 ※역대 23번째
- 통산 1500안타: 1996년 5월 3일, 대 오릭스 블루웨이브 6차전(후쿠오카 돔), 6회말에 스즈키 다이라로부터 1루 내야 안타 ※역대 70번째
- 통산 1500경기 출장: 1996년 5월 22일, 대 세이부 라이온스 9차전(세이부 라이온스 구장), 3번·중견수로서 선발 출장 ※역대 115번째
- 통산 3000루타: 1996년 7월 3일, 대 세이부 라이온스 15차전(세이부 라이온스 구장), 1회초에 시오자키 데쓰야로부터 선제 솔로 홈런 ※역대 33번째
- 통산 1000득점: 1996년 8월 15일, 대 닛폰햄 파이터스 21차전(도쿄 돔), 4회초에 요시나가 고이치로의 내야 땅볼로 홈인 ※역대 28번째
- 통산 300개의 2루타: 1998년 5월 27일, 대 오릭스 블루웨이브 9차전(후쿠오카 돔), 9회말에 마크 밈즈로부터 적시 2루타 ※역대 34번째
- 통산 400홈런: 1998년 6월 16일, 대 오릭스 블루웨이브 11차전(그린 스타디움 고베), 7회초에 기다 마사오로부터 좌월 결승 2점 홈런 ※역대 12번째
- 통산 1500삼진: 1999년 5월 5일, 대 오릭스 블루웨이브 5차전(후쿠오카 돔), 1회말에 가네다 마사히코로부터 ※역대 3번째
- 통산 1521삼진: 1999년 6월 13일, 대 오릭스 블루웨이브 14차전(그린 스타디움 고베), 5회초에 오구라 히사시로부터 ※퍼시픽 리그 신기록
- 통산 3500루타: 1999년 6월 24일, 대 닛폰햄 파이터스 15차전(도쿄 돔), 2회초에 누마타 히로시로부터 좌월 2점 홈런 ※역대 19번째
- 통산 300도루: 1999년 7월 22일, 대 오릭스 블루웨이브 19차전(그린 스타디움 고베), 2회초에 2차례(투수: 오구라 히사시, 포수: 히다카 다케시) ※역대 23번째
- 통산 1588삼진: 2000년 6월 1일, 대 닛폰햄 파이터스 12차전(도쿄 돔), 7회초에 이코마 마사키로부터 ※당시 신기록(후에 기요하라 가즈히로가 경신)
- 통산 350개의 2루타: 2000년 7월 28일, 대 오릭스 블루웨이브 전(그린 스타디움 고베), 6회초에 에비스 노부유키로부터 ※역대 21번째
- 통산 2000경기 출장: 2000년 8월 18일, 대 지바 롯데 마린스 전(기타큐슈 시민 구장), 5번·우익수로서 선발 출장 ※역대 32번째
- 통산 2000안타: 상동, 5회말에 구로키 도모히로로부터 좌전 안타 ※역대 28번째

#### 그 외의 기록
- 트리플 쓰리: 1회(1989년)
- 30홈런-30도루: 3회(1987년, 1989년, 1990년)
- 사이클링 안타: 1회(1989년 7월 13일, 대 긴테쓰 버펄로스 13차전, 후지이데라 구장) ※역대 40번째.
- 9년 연속 시즌 30홈런 이상(1985년 ~ 1993년)[3]
- 5경기 연속 홈런(1985년 5월 19일 ~ 5월 26일, 1991년 5월 4일 ~ 5월 9일)
- 9경기 연속 타점(1985년 5월 17일 ~ 5월 30일)
- 5경기 연속 승리 타점(1987년 5월 16일 ~ 5월 22일) ※일본 프로 야구 기록
- 2경기 연속 만루 홈런(1993년 8월 21일 ~ 8월 22일) ※역대 3번째
- 11경기 연속 장타(1994년 9월 17일 ~ 10월 7일) ※일본 프로 야구 기록
- 시즌 30홈런 이상·50도루 이상(1990년) ※사상 최초
- 통산 400홈런·300도루 달성(1999년)[4]
- 통산 833경기 연속 출장(1985년 4월 6일 ~ 1991년 6월 16일)
- 올스타전 출장: 18회(1985년 ~ 2002년) ※18년 연속 출장 역대 최다 기록

### 등번호
- 71(1981년, 2006년)
- 24(1982년 ~ 1986년)
- 1(1987년 ~ 2002년)
- 79(2005년)
- 80(2007년 ~ 2008년)
- 81(2009년 ~ 2014년)

### 연도별 타격 성적
| 연 도      | 소 속      | 경 기 | 타 석 | 타 수 | 득 점 | 안 타 | 2 루 타 | 3 루 타 | 홈 런 | 루 타 | 타 점 | 도 루 | 도 루 자 | 희 생 번 | 희 생 플 | 볼 넷 | 고 4 | 사 구 | 삼 진 | 병 살 타 | 타 율 | 출 루 율 | 장 타 율 | O P S |
| ---------- | ---------- | ----- | ----- | ----- | ----- | ----- | ------- | ------- | ----- | ----- | ----- | ----- | -------- | -------- | -------- | ----- | ---- | ----- | ----- | -------- | ----- | -------- | -------- | ----- |
| 1981년     | 세이부     | 3     | 6     | 5     | 1     | 1     | 0       | 1       | 0     | 3     | 0     | 0     | 0        | 0        | 0        | 1     | 0    | 0     | 2     | 0        | .200  | .333     | .600     | .933  |
| 1984년     | 세이부     | 54    | 154   | 140   | 16    | 33    | 5       | 2       | 4     | 54    | 14    | 6     | 1        | 1        | 0        | 10    | 0    | 3     | 32    | 4        | .236  | .301     | .386     | .687  |
| 1985년     | 세이부     | 130   | 542   | 468   | 93    | 118   | 16      | 0       | 40    | 254   | 93    | 17    | 9        | 1        | 3        | 66    | 0    | 4     | 115   | 13       | .252  | .348     | .543     | .891  |
| 1986년     | 세이부     | 130   | 562   | 492   | 88    | 132   | 19      | 3       | 41    | 280   | 115   | 21    | 8        | 0        | 7        | 58    | 5    | 5     | 94    | 10       | .268  | .347     | .569     | .916  |
| 1987년     | 세이부     | 130   | 550   | 496   | 82    | 130   | 13      | 2       | 43    | 276   | 94    | 38    | 12       | 0        | 3        | 48    | 5    | 3     | 102   | 8        | .262  | .329     | .556     | .885  |
| 1988년     | 세이부     | 130   | 577   | 517   | 93    | 151   | 23      | 2       | 38    | 292   | 103   | 20    | 12       | 0        | 2        | 50    | 5    | 8     | 132   | 11       | .292  | .362     | .565     | .927  |
| 1989년     | 세이부     | 130   | 555   | 478   | 92    | 144   | 24      | 4       | 31    | 269   | 99    | 31    | 14       | 0        | 4        | 68    | 4    | 5     | 93    | 10       | .301  | .391     | .563     | .954  |
| 1990년     | 세이부     | 130   | 559   | 476   | 84    | 122   | 16      | 0       | 35    | 243   | 91    | 51    | 9        | 1        | 9        | 68    | 0    | 5     | 120   | 11       | .256  | .349     | .511     | .860  |
| 1991년     | 세이부     | 116   | 515   | 455   | 97    | 135   | 23      | 3       | 35    | 269   | 88    | 21    | 5        | 0        | 5        | 53    | 3    | 2     | 96    | 8        | .297  | .369     | .591     | .960  |
| 1992년     | 세이부     | 130   | 566   | 480   | 92    | 142   | 26      | 2       | 31    | 265   | 89    | 13    | 4        | 1        | 2        | 77    | 1    | 6     | 114   | 6        | .296  | .398     | .552     | .950  |
| 1993년     | 세이부     | 127   | 536   | 470   | 67    | 116   | 23      | 4       | 30    | 237   | 72    | 9     | 8        | 0        | 1        | 61    | 2    | 4     | 136   | 11       | .247  | .338     | .504     | .842  |
| 1994년     | 다이에     | 129   | 567   | 473   | 93    | 120   | 26      | 5       | 24    | 228   | 73    | 26    | 6        | 0        | 4        | 83    | 6    | 7     | 125   | 9        | .254  | .370     | .482     | .852  |
| 1995년     | 다이에     | 122   | 529   | 476   | 61    | 127   | 25      | 1       | 21    | 217   | 66    | 13    | 4        | 0        | 5        | 46    | 5    | 2     | 101   | 17       | .264  | .331     | .456     | .787  |
| 1996년     | 다이에     | 121   | 512   | 466   | 53    | 140   | 27      | 0       | 9     | 194   | 66    | 13    | 4        | 0        | 5        | 35    | 1    | 6     | 78    | 12       | .300  | .354     | .416     | .770  |
| 1997년     | 다이에     | 97    | 421   | 371   | 46    | 91    | 20      | 2       | 12    | 151   | 52    | 11    | 5        | 2        | 1        | 43    | 0    | 4     | 62    | 9        | .245  | .329     | .407     | .736  |
| 1998년     | 다이에     | 115   | 473   | 423   | 43    | 110   | 32      | 4       | 10    | 180   | 49    | 7     | 7        | 1        | 3        | 42    | 2    | 4     | 76    | 11       | .260  | .331     | .426     | .757  |
| 1999년     | 다이에     | 113   | 420   | 386   | 41    | 99    | 16      | 2       | 12    | 155   | 44    | 3     | 2        | 3        | 1        | 26    | 2    | 4     | 83    | 12       | .256  | .309     | .402     | .711  |
| 2000년     | 다이에     | 124   | 488   | 427   | 44    | 112   | 23      | 1       | 5     | 152   | 48    | 2     | 4        | 6        | 4        | 49    | 2    | 2     | 63    | 13       | .262  | .338     | .356     | .694  |
| 2001년     | 다이에     | 82    | 287   | 269   | 31    | 77    | 13      | 3       | 11    | 129   | 32    | 1     | 0        | 0        | 0        | 17    | 0    | 1     | 43    | 6        | .286  | .331     | .480     | .811  |
| 2002년     | 다이에     | 76    | 244   | 229   | 14    | 57    | 7       | 0       | 5     | 79    | 24    | 0     | 2        | 4        | 2        | 9     | 0    | 0     | 45    | 10       | .249  | .275     | .345     | .620  |
| 통산: 20년 | 통산: 20년 | 2189  | 9106  | 7997  | 1231  | 2157  | 377     | 41      | 437   | 3927  | 1312  | 303   | 116      | 20       | 61       | 910   | 43   | 75    | 1712  | 191      | .270  | .347     | .491     | .838  |

- 굵은 글씨는 시즌 최고 성적.
- 1982년, 1983년은 1군 출장 없음.

### 감독으로서의 팀 성적

#### 정규 시즌
| 연도      | 소속       | 순위      | 경기 | 승리 | 패전 | 무승부 | 승률 | 승차                       | 팀 홈런                    | 팀 타율                    | 팀 평균자책점              | 연령                       |
| --------- | ---------- | --------- | ---- | ---- | ---- | ------ | ---- | -------------------------- | -------------------------- | -------------------------- | -------------------------- | -------------------------- |
| 2009년    | 소프트뱅크 | 3위       | 144  | 74   | 65   | 5      | .532 | 6.5                        | 129                        | 263                        | 3.69                       | 47세                       |
| 2010년    | 소프트뱅크 | 1위       | 144  | 76   | 63   | 5      | .547 | -                          | 134                        | .267                       | 3.89                       | 48세                       |
| 2011년    | 소프트뱅크 | 1위       | 144  | 88   | 46   | 10     | .657 | -                          | 90                         | .267                       | 2.32                       | 49세                       |
| 2012년    | 소프트뱅크 | 3위       | 144  | 67   | 65   | 12     | .508 | 6.5                        | 70                         | .252                       | 2.56                       | 50세                       |
| 2013년    | 소프트뱅크 | 4위       | 144  | 73   | 69   | 2      | .514 | 9.5                        | 125                        | .274                       | 3.56                       | 51세                       |
| 2014년    | 소프트뱅크 | 1위       | 144  | 78   | 60   | 6      | .565 | 0.0                        | 95                         | .280                       | 3.25                       | 52세                       |
| 통산: 6년 | 통산: 6년  | 통산: 6년 | 865  | 456  | 369  | 40     | .553 | A클래스: 5회, B클래스: 1회 | A클래스: 5회, B클래스: 1회 | A클래스: 5회, B클래스: 1회 | A클래스: 5회, B클래스: 1회 | A클래스: 5회, B클래스: 1회 |

- 순위에서 굵은 글씨는 일본 시리즈 우승.
- 통산 성적에서는 2008년 8월 14일에 감독 대행으로 치른 1경기(패전)를 포함

#### 포스트 시즌
| 연도   | 소속       | 경기명                                        | 상대팀                                    | 성적                           |
| ------ | ---------- | --------------------------------------------- | ----------------------------------------- | ------------------------------ |
| 2009년 | 소프트뱅크 | 퍼시픽 리그 클라이맥스 시리즈 1스테이지       | 도호쿠 라쿠텐 골든이글스(퍼시픽 리그 2위) | 0승 2패 = 패전                 |
| 2010년 | 소프트뱅크 | 퍼시픽 리그 클라이맥스 시리즈 파이널 스테이지 | 지바 롯데 마린스(퍼시픽 리그 3위)         | 3승 4패 = 패전(※1)             |
| 2011년 | 소프트뱅크 | 퍼시픽 리그 클라이맥스 시리즈 파이널 스테이지 | 사이타마 세이부 라이온스(퍼시픽 리그 3위) | 4승 0패 = 일본 시리즈 진출(※1) |
| 2011년 | 소프트뱅크 | 일본 시리즈                                   | 주니치 드래곤스(센트럴 리그 1위)          | 4승 3패 = 일본 시리즈 우승     |
| 2012년 | 소프트뱅크 | 퍼시픽 리그 클라이맥스 시리즈 퍼스트 스테이지 | 사이타마 세이부 라이온스(퍼시픽 리그 2위) | 2승 1패 = 파이널 스테이지 진출 |
| 2012년 | 소프트뱅크 | 퍼시픽 리그 클라이맥스 시리즈 파이널 스테이지 | 홋카이도 닛폰햄 파이터스(퍼시픽 리그 1위) | 0승 4패 = 패전(※2)             |
| 2014년 | 소프트뱅크 | 퍼시픽 리그 클라이맥스 시리즈 파이널 스테이지 | 홋카이도 닛폰햄 파이터스(퍼시픽 리그 3위) | 4승 3패 = 일본 시리즈 진출(※1) |
| 2014년 | 소프트뱅크 | 일본 시리즈                                   | 한신 타이거스(센트럴 리그 2위)            | 4승 1패 = 일본 시리즈 우승     |

- 성적에서의 굵은 글씨는 승리한 것을 나타냄.

※1 리그 우승 팀에게는 1승의 어드밴티지가 주어짐
※2 4패 중에 상대 팀의 어드밴티지 1승을 포함